# COVID-19-Pandemie in Äthiopien
Die COVID-19-Pandemie in Äthiopien war Teil des weltweiten Ausbruchs der Atemwegserkrankung COVID-19. Der Konflikt um die mit der Eindämmung der Pandemie begründete Absage von Wahlen im Sommer 2020 führte zum Bürgerkrieg in Äthiopien, der von 2020 bis 2022 andauerte und ca. 500.000 Menschenleben forderte.

## Ausbruch und erste Maßnahmen
Am 13. März 2020 wurde der erste COVID-19-Fall in Äthiopien gemeldet.
Am 26. März 2020 verkündete der Generalstaatsanwalt, dass über 4000 Häftlinge, die kürzere Haftstrafen verbüßten, wegen einer möglichen Ansteckung in der Haftanstalt entlassen würden. Gleichzeitig wurde angemerkt, dass sich viele Äthiopier bisher nicht an den Appell des Ministerpräsidenten Abiy Ahmed zur räumlichen Distanzierung gehalten haben. Die First Lady Zinash Tayachew veröffentlichte am 7. April das Lied Maren, Amharisch für „Erbarme dich unser“. Am 8. April wurde ein fünfmonatiger Ausnahmezustand ausgerufen; 55 Infizierte waren bis dahin gemeldet.

## Absage der Regionalwahlen 2020 und Bürgerkrieg
Die äthiopische Regierung unter Ministerpräsident Abiy Ahmed entschied im Mai 2020 unter Verweis auf den wegen der Pandemie verhängten Ausnahmezustand, die für August 2020 angesetzte Parlamentswahl auf unbestimmte Zeit zu verschieben, auch die Regionalwahlen wurden abgesagt. Die Regionalregierung der Region Tigray entschied hingegen, die Regionalwahlen zum nächstmöglichen Zeitpunkt durchzuführen. Die Wahl am 9. September 2020 führte zu einem überwältigenden Sieg der Volksbefreiungsfront von Tigray (TPLF), wurde aber von der Zentralregierung als illegal eingestuft. Der Konflikt eskalierte und mündete im November 2020 in einen Bürgerkrieg, der bis Ende 2022 andauerte und nach Schätzungen mindestens 2 Millionen Menschen in die Flucht trieb und ca. 500.000 Menschen das Leben kostete. Die direkten Auswirkungen der COVID-19-Pandemie waren dagegen, wie generell in Afrika, viel weniger gravierend.

## Statistik
Die Fallzahlen entwickelten sich während der COVID-19-Pandemie in Äthiopien wie folgt:

Anzahl der bestätigten Infektionen (blau) und Todesfälle (rot) nach Angaben des ECDC. Logarithmische Darstellung der y-Achse.

### Infektionen

Bestätigte Infizierte in der Äthiopien nach Daten der WHO. Oben kumuliert, unten Tageswerte

### Todesfälle

Bestätigte Todesfälle in der Äthiopien nach Daten der WHO. Oben kumuliert, unten Tageswerte